# Boeddha van Hyderabad

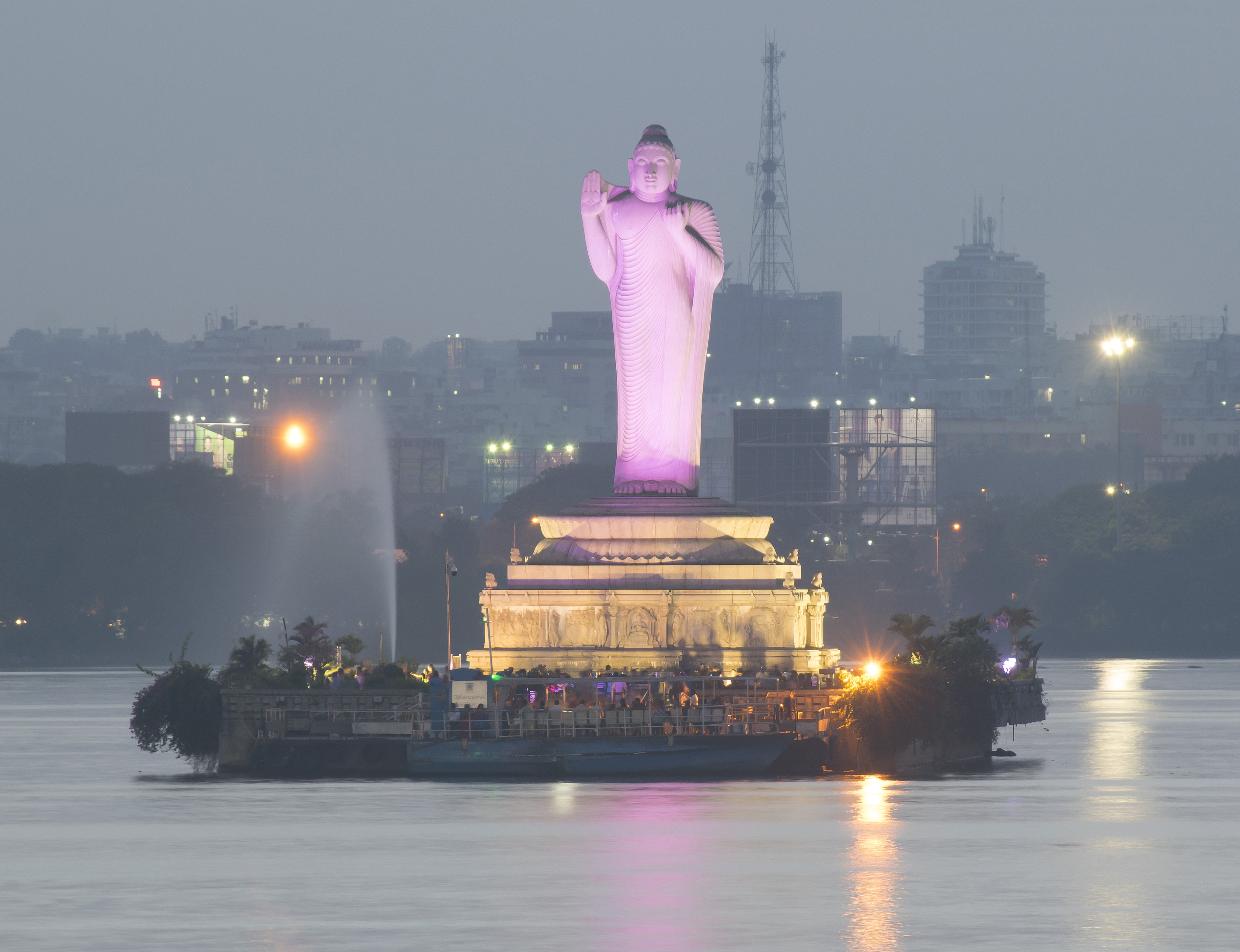
Boeddha van Hyderabad

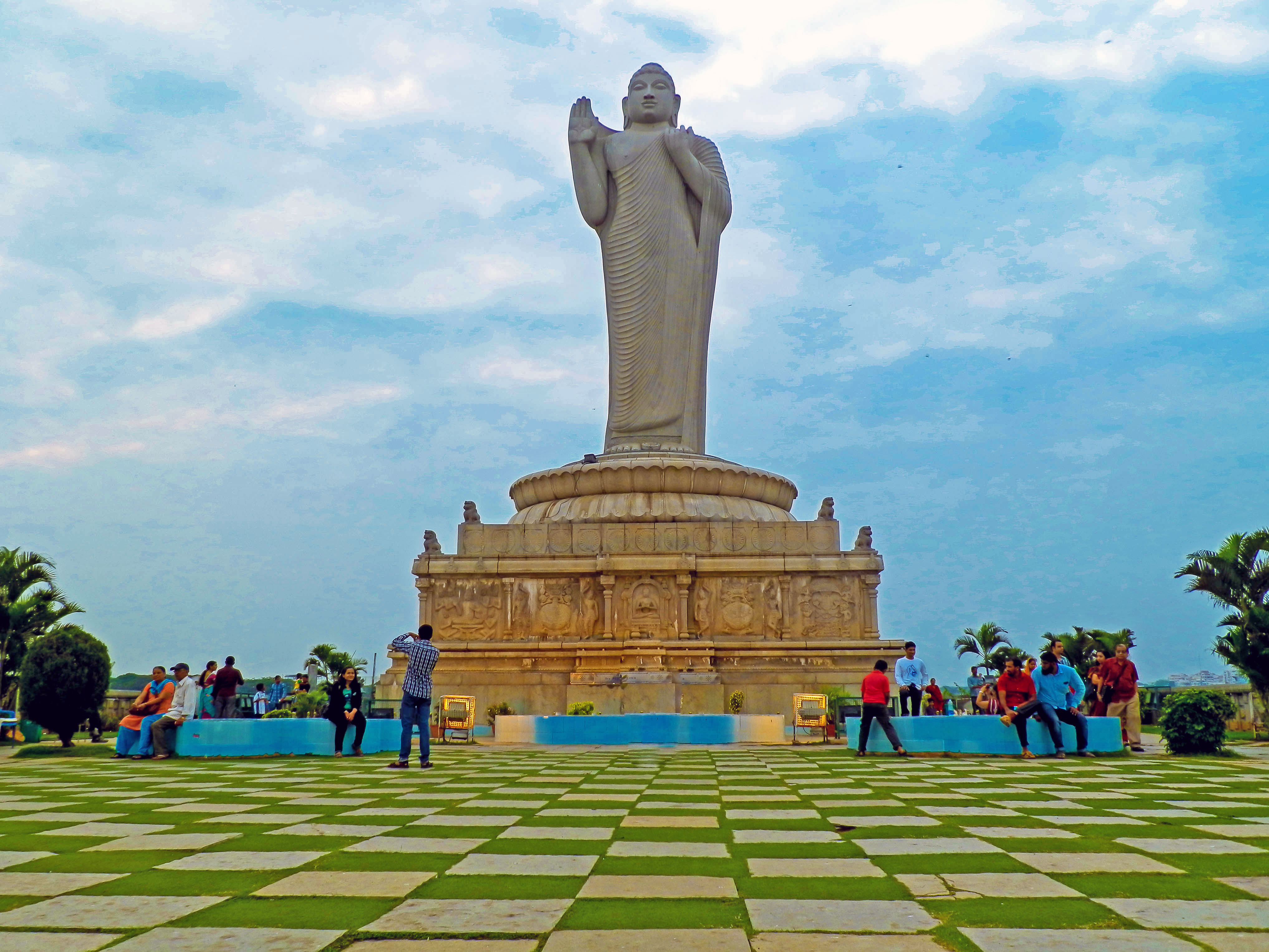
Boeddha van Hyderabad

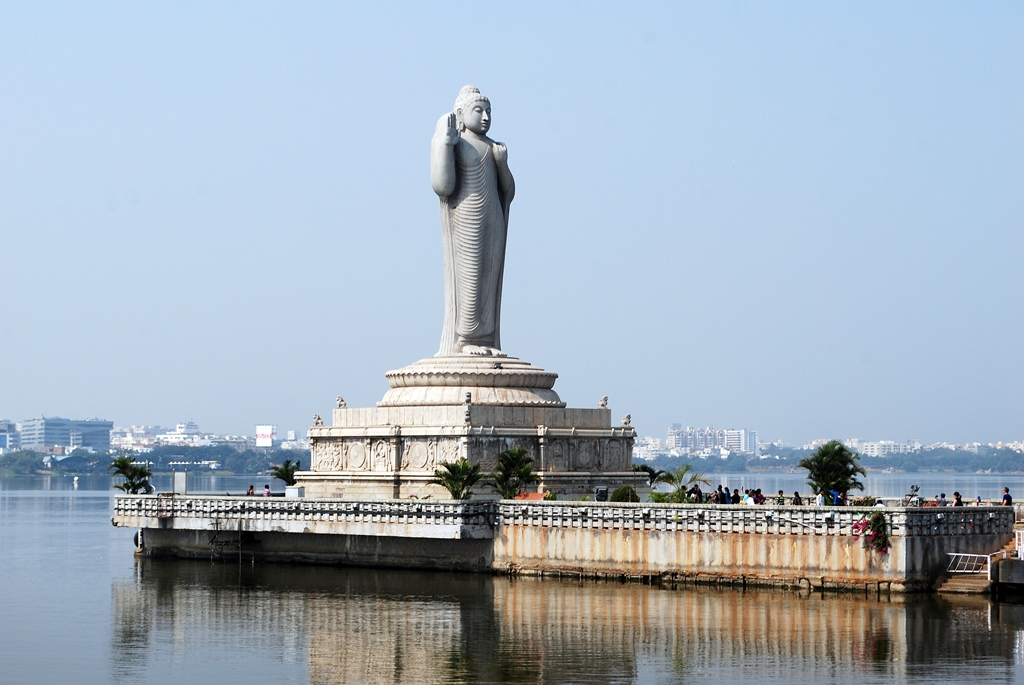
Boeddha van Hyderabad

De Boeddha van Hyderabad is een kolossaal standbeeld op het eiland Gibraltar Rock in het meer Hussain Sagar in de stad Haiderabad in de Indiase deelstaat Telangana.

## Geschiedenis
Na in 1984 het Vrijheidsbeeld in New York gezien te hebben, wilde N. T. Rama Rao, de eerste minister van Andhra Pradesh, ook een vergelijkbaar standbeeld oprichten. Hij liet voor drie miljoen dollar een monolithisch rotsblok uithouwen en van de bergen naar het meer verslepen. Daar werd het op een platform verplaatst om het naar het eiland te brengen. Op 10 maart 1990 wilde men het standbeeld gaan plaatsen, maar viel in plaats daarvan in het meer, waarbij zeker tien mensen verdrinken.
Na een bergingsoperatie werd het standbeeld op 1 december 1992 op zijn plaats gezet.
In januari 2006 werd het beeld ingewijd door de Dalai lama.

## Bouwwerk
Het standbeeld beeldt Gautama Boeddha af in staande positie. Met de linkerhand grijpt hij het gewaad op de linkerschouder en de rechterhand wordt opgeheven tot de rechterschouder, met de palm naar voren gericht.
Het bouwwerk heeft een totale hoogte van 22 meter en omvat het monolithische standbeeld van 18 meter hoog staande op een betonnen platform van 4,5 meter hoog.